# エルキ・ノール
エルキ・ノール (Erki Nool、1970年6月25日-)は、エストニアの陸上競技選手。十種競技の選手であり2000年シドニーオリンピックの金メダリストである。ヴォル出身。
シドニーオリンピックの十種競技の円盤投で、円盤投の審判がファールと判定したものを、競技審判が有効と判定を覆し、ノールの唯一の円盤投の有効記録43m66が復活し金メダルを獲得した。これに対し、ほかの選手たちからは激しい抗議が起こった。

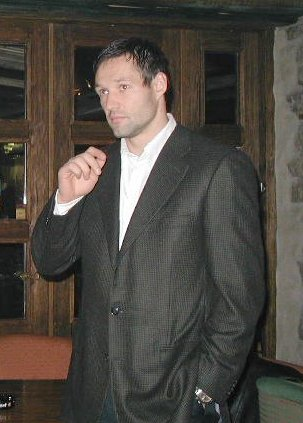
エルキ・ノール（2001年）

## 主な実績
| 年   | 大会                 | 場所                         | 結果 | 種目     |
| ---- | -------------------- | ---------------------------- | ---- | -------- |
| 1994 | ヨーロッパ陸上選手権 | ヘルシンキ（フィンランド）   | 10位 | 十種競技 |
| 1995 | 世界室内陸上選手権   | バルセロナ（スペイン）       | 7位  | 七種競技 |
| 1995 | 世界陸上選手権       | イェーテボリ（スウェーデン） | 4位  | 十種競技 |
| 1996 | オリンピック         | アトランタ（アメリカ合衆国） | 10位 | 十種競技 |
| 1997 | 世界室内陸上選手権   | パリ（フランス）             | 銀   | 七種競技 |
| 1997 | 世界陸上選手権       | アテネ（ギリシャ）           | 6位  | 十種競技 |
| 1998 | ヨーロッパ陸上選手権 | ブダペスト（ハンガリー）     | 金   | 十種競技 |
| 1999 | 世界室内陸上選手権   | 前橋（日本）                 | 銀   | 七種競技 |
| 1999 | 世界陸上選手権       | セビリヤ（スペイン）         | 14位 | 十種競技 |
| 2000 | オリンピック         | シドニー（オーストラリア）   | 金   | 十種競技 |
| 2001 | 世界室内陸上選手権   | リスボン（ポルトガル）       | 5位  | 七種競技 |
| 2001 | 世界陸上選手権       | エドモントン（カナダ）       | 銀   | 十種競技 |
| 2002 | ヨーロッパ陸上選手権 | ミュンヘン（ドイツ）         | 銀   | 十種競技 |
| 2004 | 世界室内陸上選手権   | ブダペスト（ハンガリー）     | 5位  | 七種競技 |
| 2004 | オリンピック         | アテネ（ギリシャ）           | 8位  | 十種競技 |